# Hilary Lindh
Hilary Lindh (n. 10 mai 1969, Alaska, SUA) este o schioară alpină ce a reprezentat Statele Unite ale Americii, medaliată olimpică. A participat la 3 ediții ale Jocurilor Olimpice (1988, 1992, 1994) în care a câștigat o medalie de argint.